# Bialskie Pole
Bialskie Pole (Duits: Adlig Neufelde) is een plaats in het Poolse woiwodschap Ermland-Mazurië, in het district Olecki. De plaats maakt deel uit van de landgemeente Kowale Oleckie en telt 60 inwoners.